# Maule (Yvelines)
Maule és un municipi francès, situat al departament d'Yvelines i a la regió de Illa de França. L'any 2007 tenia 5.865 habitants.
Forma part del cantó d'Aubergenville, del districte de Saint-Germain-en-Laye i de la Comunitat de comunes Gally Mauldre.

## Demografia

### Població
El 2007 la població de fet de Maule era de 5.865 persones. Hi havia 2.156 famílies, de les quals 473 eren unipersonals (163 homes vivint sols i 310 dones vivint soles), 650 parelles sense fills, 865 parelles amb fills i 168 famílies monoparentals amb fills.
La població ha evolucionat segons el següent gràfic:
Habitants censats

### Habitatges
El 2007 hi havia 2.372 habitatges, 2.204 eren l'habitatge principal de la família, 52 eren segones residències i 116 estaven desocupats. 1.802 eren cases i 555 eren apartaments. Dels 2.204 habitatges principals, 1.596 estaven ocupats pels seus propietaris, 546 estaven llogats i ocupats pels llogaters i 62 estaven cedits a títol gratuït; 50 tenien una cambra, 108 en tenien dues, 404 en tenien tres, 472 en tenien quatre i 1.170 en tenien cinc o més. 1.584 habitatges disposaven pel capbaix d'una plaça de pàrquing. A 867 habitatges hi havia un automòbil i a 1.129 n'hi havia dos o més.

### Piràmide de població
La piràmide de població per edats i sexe el 2009 era:
| Homes | Edats   | Dones |
| ----- | ------- | ----- |
| 0     | 95 o +  | 8     |
| 0     | 90 a 94 | 28    |
| 28    | 85 a 89 | 76    |
| 12    | 80 a 84 | 20    |
| 72    | 75 a 79 | 104   |
| 52    | 70 a 74 | 104   |
| 128   | 65 a 69 | 92    |
| 164   | 60 a 64 | 152   |
| 180   | 55 a 59 | 188   |
| 260   | 50 a 54 | 228   |
| 200   | 45 a 49 | 208   |
| 228   | 40 a 44 | 212   |
| 204   | 35 a 39 | 236   |
| 236   | 30 a 34 | 204   |
| 172   | 25 a 29 | 196   |
| 180   | 20 a 24 | 144   |
| 184   | 15 a 19 | 200   |
| 221   | 10 a 14 | 184   |
| 168   | 5 a 9   | 216   |
| 200   | 0 a 4   | 136   |

## Economia
El 2007 la població en edat de treballar era de 3.801 persones, 2.778 eren actives i 1.023 eren inactives. De les 2.778 persones actives 2.570 estaven ocupades (1.406 homes i 1.164 dones) i 207 estaven aturades (97 homes i 110 dones). De les 1.023 persones inactives 276 estaven jubilades, 395 estaven estudiant i 352 estaven classificades com a «altres inactius».

### Ingressos
El 2009 a Maule hi havia 2.216 unitats fiscals que integraven 5.836,5 persones, la mediana anual d'ingressos fiscals per persona era de 26.501 €.

### Activitats econòmiques
Dels 347 establiments que hi havia el 2007, 1 era d'una empresa extractiva, 6 d'empreses alimentàries, 3 d'empreses de fabricació de material elèctric, 1 d'una empresa de fabricació d'elements pel transport, 12 d'empreses de fabricació d'altres productes industrials, 34 d'empreses de construcció, 76 d'empreses de comerç i reparació d'automòbils, 9 d'empreses de transport, 15 d'empreses d'hostatgeria i restauració, 12 d'empreses d'informació i comunicació, 21 d'empreses financeres, 11 d'empreses immobiliàries, 75 d'empreses de serveis, 56 d'entitats de l'administració pública i 15 d'empreses classificades com a «altres activitats de serveis».
Dels 74 establiments de servei als particulars que hi havia el 2009, 1 era una oficina d'administració d'Hisenda pública, 1 gendarmeria, 1 oficina de correu, 6 oficines bancàries, 2 funeràries, 4 tallers de reparació d'automòbils i de material agrícola, 2 autoescoles, 5 paletes, 5 guixaires pintors, 7 fusteries, 7 lampisteries, 4 electricistes, 1 empresa de construcció, 5 perruqueries, 3 veterinaris, 9 restaurants, 7 agències immobiliàries, 2 tintoreries i 2 salons de bellesa.
Dels 22 establiments comercials que hi havia el 2009, 1 era un hipermercat, 2 grans superfícies de material de bricolatge, 1 una botiga de més de 120 m², 4 fleques, 2 carnisseries, 1 una botiga de congelats, 1 una peixateria, 4 botigues de roba, 1 una sabateria, 1 una botiga d'electrodomèstics, 1 una botiga de mobles, 2 drogueries i 1 una joieria.
L'any 2000 a Maule hi havia 7 explotacions agrícoles que ocupaven un total de 763 hectàrees.

## Equipaments sanitaris i escolars
El 2009 hi havia dues farmàcies i una ambulància. El 2009 hi havia dues escoles maternals i dues escoles elementals. Maule disposava d'un col·legi d'educació secundària amb 703 alumnes.

## Poblacions properes
El següent diagrama mostra les poblacions més properes.